# Ardy Wiranata
Ardy Bernardus Wiranata (Yakarta, 10 de febrero de 1970) es un deportista indonesio que compitió en bádminton, en la modalidad individual.
Participó en los Juegos Olímpicos de Barcelona 1992, obteniendo una medalla de plata en la prueba individual. Ganó tres medallas en el Campeonato Mundial de Bádminton entre los años 1989 y 1993.

## Palmarés internacional
| Juegos Olímpicos   | Juegos Olímpicos         | Juegos Olímpicos  | Juegos Olímpicos |
| Año                | Lugar                    | Medalla           | Prueba           |
| ------------------ | ------------------------ | ----------------- | ---------------- |
| 1992               | Barcelona (España)       | Medalla de plata  | Individual       |
| Campeonato Mundial |                          |                   |                  |
| Año                | Lugar                    | Medalla           | Prueba           |
| 1989               | Yakarta (Indonesia)      | Medalla de plata  | Individual       |
| 1991               | Copenhague (Dinamarca)   | Medalla de bronce | Individual       |
| 1993               | Birmingham (Reino Unido) | Medalla de bronce | Individual       |